# ستايسي جونز (ملحن)
ستايسي جونز (بالإنجليزية: Stacy Jones)‏ هو مغني ومنتج أسطوانات وملحن أمريكي، ولد في 19 ديسمبر 1970.

## وصلات خارجية
- ستايسي جونز على موقع IMDb (الإنجليزية)
- ستايسي جونز على موقع ميوزك برينز (الإنجليزية)
- ستايسي جونز على موقع ميوزك برينز (الإنجليزية)
- ستايسي جونز على موقع أول ميوزيك (الإنجليزية)
- ستايسي جونز على موقع ديسكوغز (الإنجليزية)
- ستايسي جونز على موقع قاعدة بيانات الفيلم (الإنجليزية)